# Данься

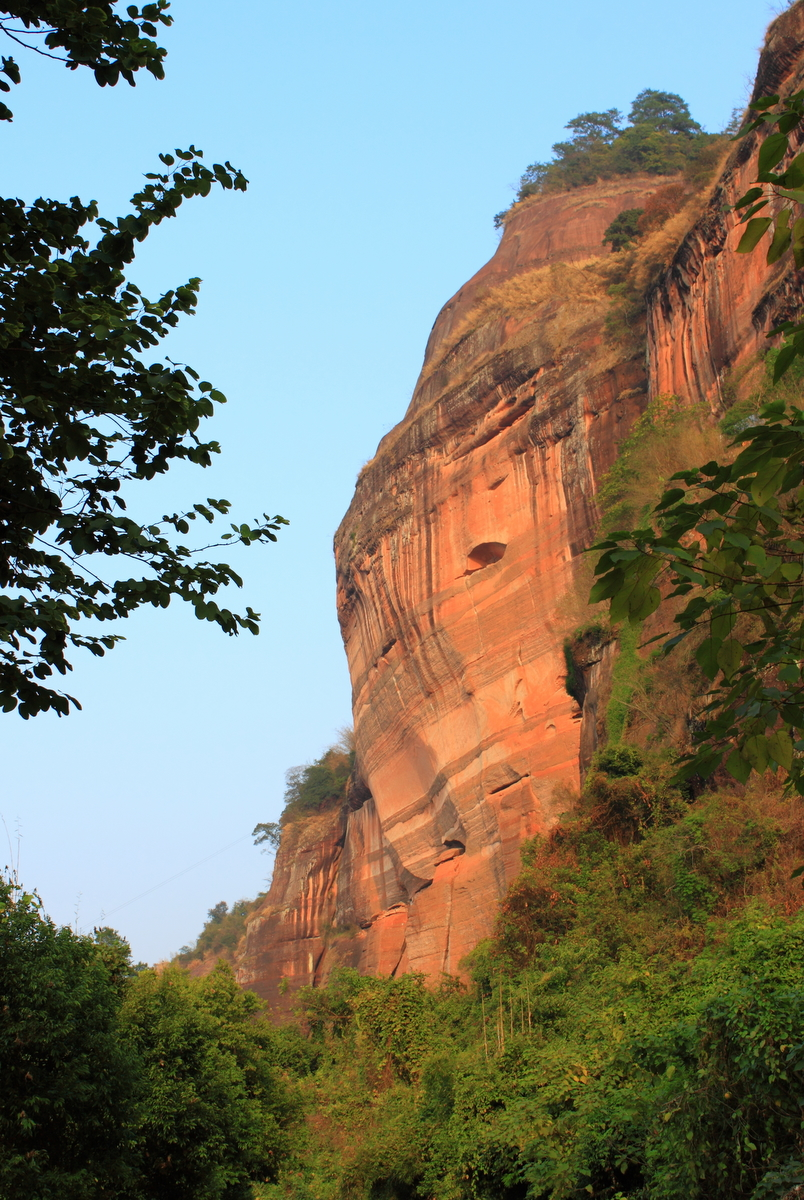

Данься (кит. 丹霞) — совокупность ландшафтов, расположенных большей частью в китайской провинции Хунань. Ландшафты образованы красным песчаником и характеризуются наличием большого количества крутых скал-утёсов, существование которых обусловлено как эндогенными (такими как подъём тектонических плит), так и экзогенными (выветривание и эрозия) факторами.
В геологическом и географическом отношении эта территория состоит из шести связанных друг с другом регионов. Они включают в себя Чишуй, Тайнин, Ланшань, Даньсяшань, Лунхушань, Цзянланшань. В августе 2010 года все шесть регионов ландшафта данься были включены в список Всемирного наследия ЮНЕСКО. Общая площадь территории, включённой в список, составляет 821,5 км². Флора данься представлена 5772 видами сосудистых растений, фауна — 836 видами позвоночных и 3073 видами насекомых.
Схожий участок ландшафта близ города Чжанъе в провинции Ганьсу состоит на государственной охране как геопарк Чжанъе-Данься.